# Star Air
Star Air es una aerolínea regional de la India con base en el Aeropuerto Internacional Kempegowda de Bangalore, Karnataka. Inició sus operaciones en enero de 2019 ofreciendo vuelos a otras ciudades de Karnataka y al estado vecino de Andhra Pradesh. Estos vuelos forman parte del programa del gobierno central llamado Ude Desh Ka Aam Naagrik, el cual pretende fomentar la conectividad regional del país. La compañía emplea aeronaves Embraer 145LR para sus servicios.

## Historia

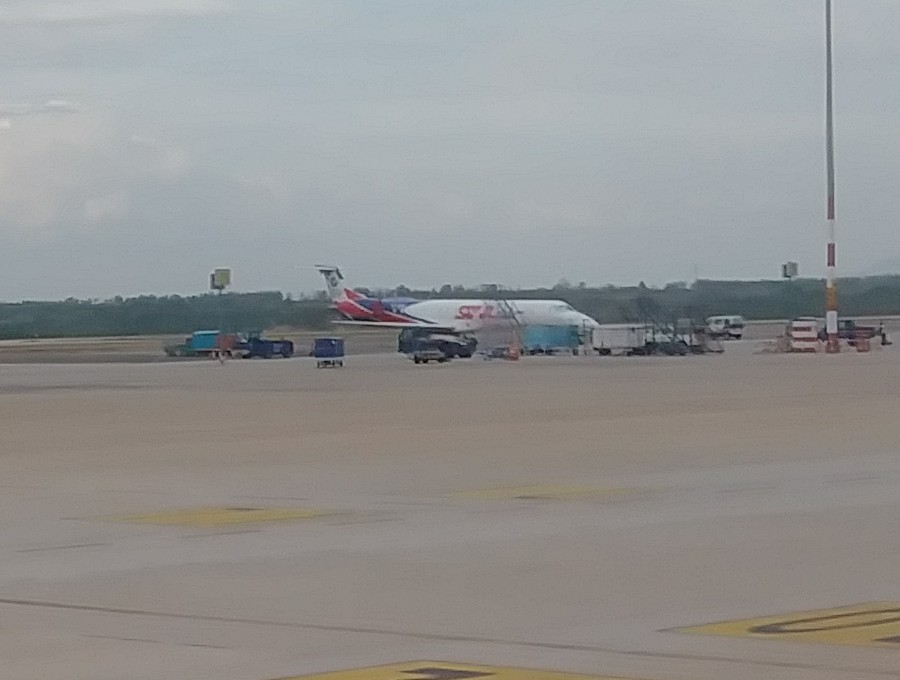
Avión de Star Air en el aeropuerto de Bangalore.

Ghodawat Enterprises, la empresa matriz de Star Air, solicitó el permiso del gobierno central en marzo de 2017 para establecer la aerolínea. Star Air adquirió su primer avión, un Embraer 145LR, en junio de 2018. Recibió su Certificado de Operador Aéreo a principios de enero de 2019 y anunció que realizaría vuelos en colaboración con Ude Desh Ka Aam Naagrik, una iniciativa del gobierno central. Se eligió el Aeropuerto Internacional Kempegowda de Bangalore como la base operativa de la aerolínea. Su primer vuelo partió de Bangalore el 25 de enero de 2019 con destino a Hubli. Comenzaron vuelos a Tirupati también.

## Destinos
Star Air da servicio a las siguientes ciudades a enero de 2021.
| Subdivisión    | Ciudad     | Aeropuerto                                        | Notas               | Ref.  |
| -------------- | ---------- | ------------------------------------------------- | ------------------- | ----- |
| Andhra Pradesh | Tirupati   | Aeropuerto de Tirupati                            |                     | [ 6 ] |
| Delhi          | Ghaziabad  | Aeropuerto Hindon                                 |                     | [ 6 ] |
| Guyarat        | Ahmedabad  | Aeropuerto Internacional Sardar Vallabhbhai Patel |                     | [ 6 ] |
| Guyarat        | Surat      | Aeropuerto de Surat                               |                     | [ 6 ] |
| Karnataka      | Bangalore  | Aeropuerto Internacional Kempegowda               | Base de operaciones | [ 5 ] |
| Karnataka      | Belgaum    | Aeropuerto de Belgaum                             |                     | [ 7 ] |
| Karnataka      | Hubli      | Aeropuerto de Hubli                               |                     | [ 6 ] |
| Karnataka      | Kalaburagi | Aeropuerto de Kalaburagi                          |                     | [ 6 ] |
| Madhya Pradesh | Indore     | Aeropuerto Devi Ahilyabai Holkar                  |                     | [ 6 ] |
| Maharashtra    | Bombay     | Aeropuerto Internacional Chhatrapati Shivaji      |                     | [ 6 ] |
| Rayastán       | Kishangarh | Aeropuerto de Kishangarh                          |                     | [ 6 ] |

## Flota
En marzo de 2021 Star Air poseía aviones Embraer 145LR; cada uno cuenta con 50 asientos. Ese mes decidió pedir tres más, los cuales llegarán en noviembre.
| Embraer 145LR | 5 | — | Y50 |  |  |  |
| Total         | 5 | — |     |  |  |  |

La flota de la aerolínea posee a marzo de 2021 una edad media de 16.9 años.